# Orde van de Bloesem van de Orchidee

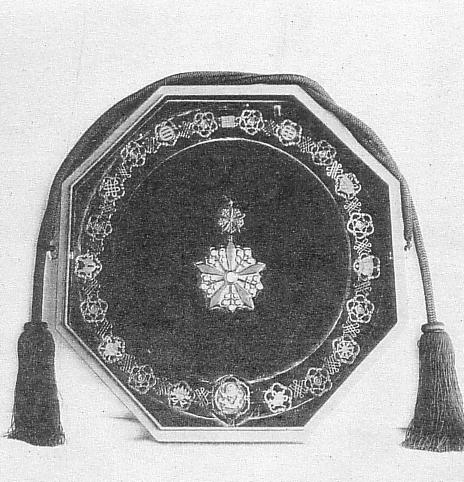
Keten in cassette

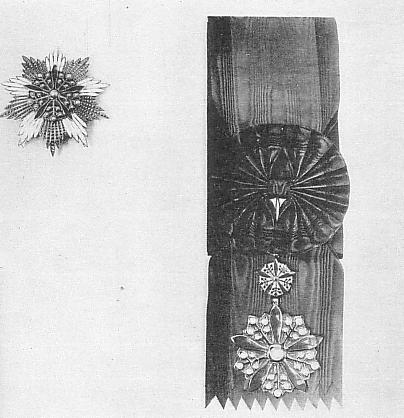
Grootlint en ster

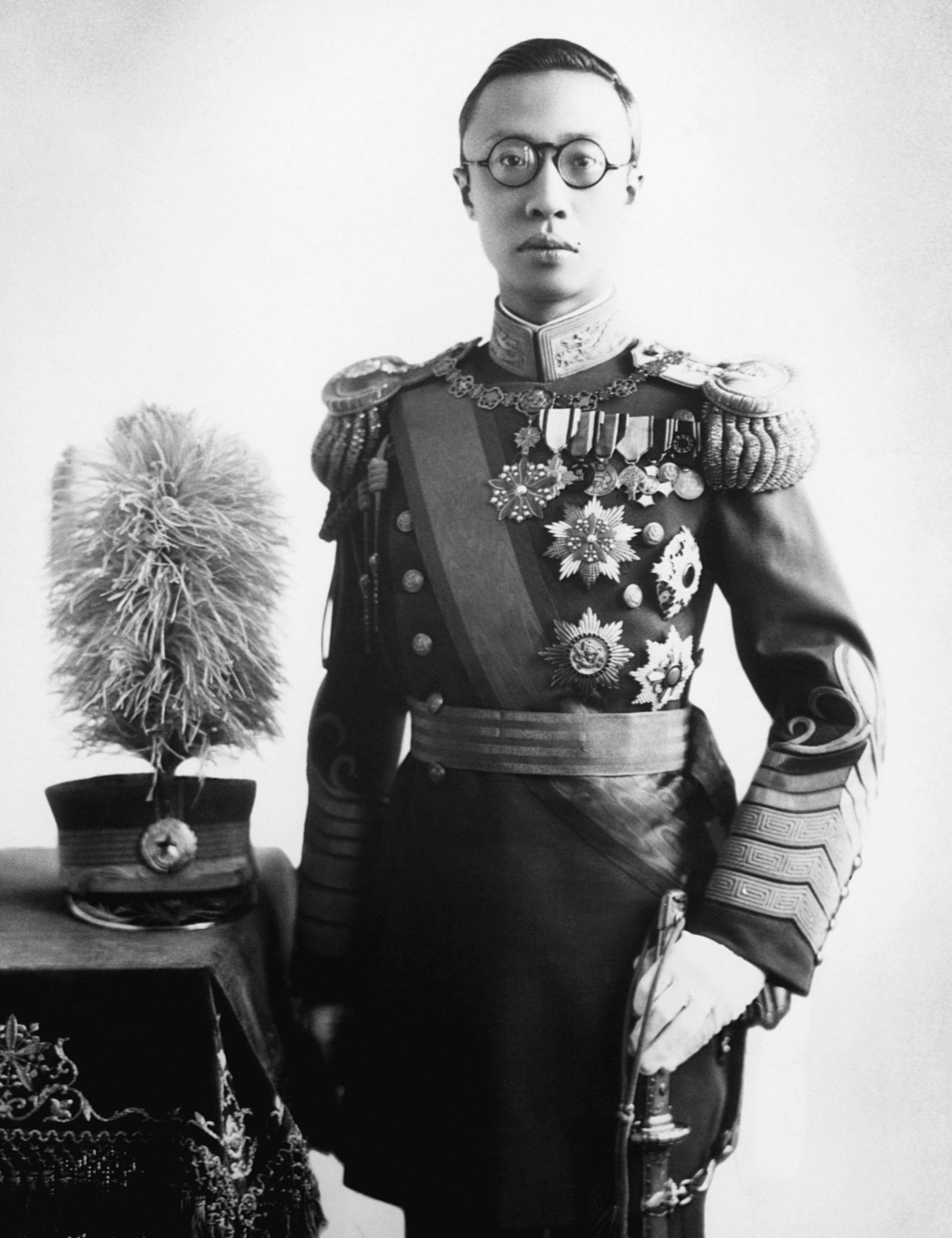
Pu Yi met de keten van de Orde van de Bloesem van de Orchidee

De Hoogste Orde van de Bloesem van de Orchidee was een ridderorde van Mantsjoerije. Het keizerrijk Mantsoerije werd onder Japanse overheersing in het noorden van China gevestigd.
De orde werd ingesteld door de marionet-keizer Pu Yi. De orde had een enkele graad en werd aan een keten gedragen. Het versiersel had de vorm van een bloem met vijf bloembladeren. Er was ook een grootlint en een ster aan de orde verbonden.